# Дрепенкина, Маргарита Николаевна
Маргарита Николаевна Дрепенкина (родилась 23 января 1984) — российская хоккеистка на траве, полузащитница клуба «Динамо-ЦОП Москомспорт». Мастер спорта России (2009).

## Биография
Окончила ДЮСШ № 4 города Анапа. Тренер — В. Е. Самохотин. Представляла анапскую «Смену СДЮСШОР-4», барнаульский «Коммунальщик» (ныне «Алтай-Барнаул»), позже перешла в «ЦСП-Крылатское» (с 2018 года называется «Динамо-ЦОП Москомспорт»). Обладательница Кубка России 2017 года. Лучшая защитница чемпионата России 2018 года.
В составе сборной России участвовала в ряде турниров (в том числе квалификационных к Кубкам мира и Олимпиадам), но неудачно. Не смогла выступить на отборе к чемпионату мира 2018 года в связи в восстановлением после операции на мениске. С 2011 по 2017 годы играла во втором дивизионе чемпионата Европы (бронзовый призёр 2011 года). В 2019 году была заявлена на чемпионат Европы и выступала как капитан команды.